# Kanton Châtellerault-Ouest
Der Kanton Châtellerault-Ouest war von 1982 bis 2015 ein französischer Wahlkreis im Arrondissement Châtellerault, im Département Vienne und in der Region Poitou-Charentes; sein Hauptort war Châtellerault.
Der Kanton lag im Norden des Départements Vienne. Im Westen grenzte er an die Kantone Châtellerault-Nord und Châtellerault-Sud, im Norden an den Kanton Dangé-Saint-Romain, im Osten an den Kanton Pleumartin und im Süden an den Kanton Vouneuil-sur-Vienne. Er lag im Mittel 74 Meter über dem Meeresspiegel, zwischen 42 m in Châtellerault und 166 m in Thuré. 

## Gemeinden
Der Kanton bestand aus Teilen der Stadt Châtellerault und den Gemeinden Colombiers und Thuré.
| Gemeinde      | Einwohner Jahr | Fläche km² | Bevölkerungsdichte | Postleitzahl | Code INSEE |
| ------------- | -------------- | ---------- | ------------------ | ------------ | ---------- |
| Châtellerault | 31262 (2013)   | –          | – Einw./km²        | 86100        | 86066      |
| Colombiers    | 1514 (2013)    | –          | – Einw./km²        | 86490        | 86081      |
| Thuré         | 2892 (2013)    | –          | – Einw./km²        | 86540        | 86272      |

## Bevölkerungsentwicklung
| 1999   | 2006   |
| ------ | ------ |
| 14.111 | 14.233 |